# Église Saint-Pierre de Longfossé
L'église Saint-Pierre est située à Longfossé, dans le Pas-de-Calais.

## Description
Elle a la particularité d'être éloignée du village et donc située au milieu des champs.

## Galerie d'images

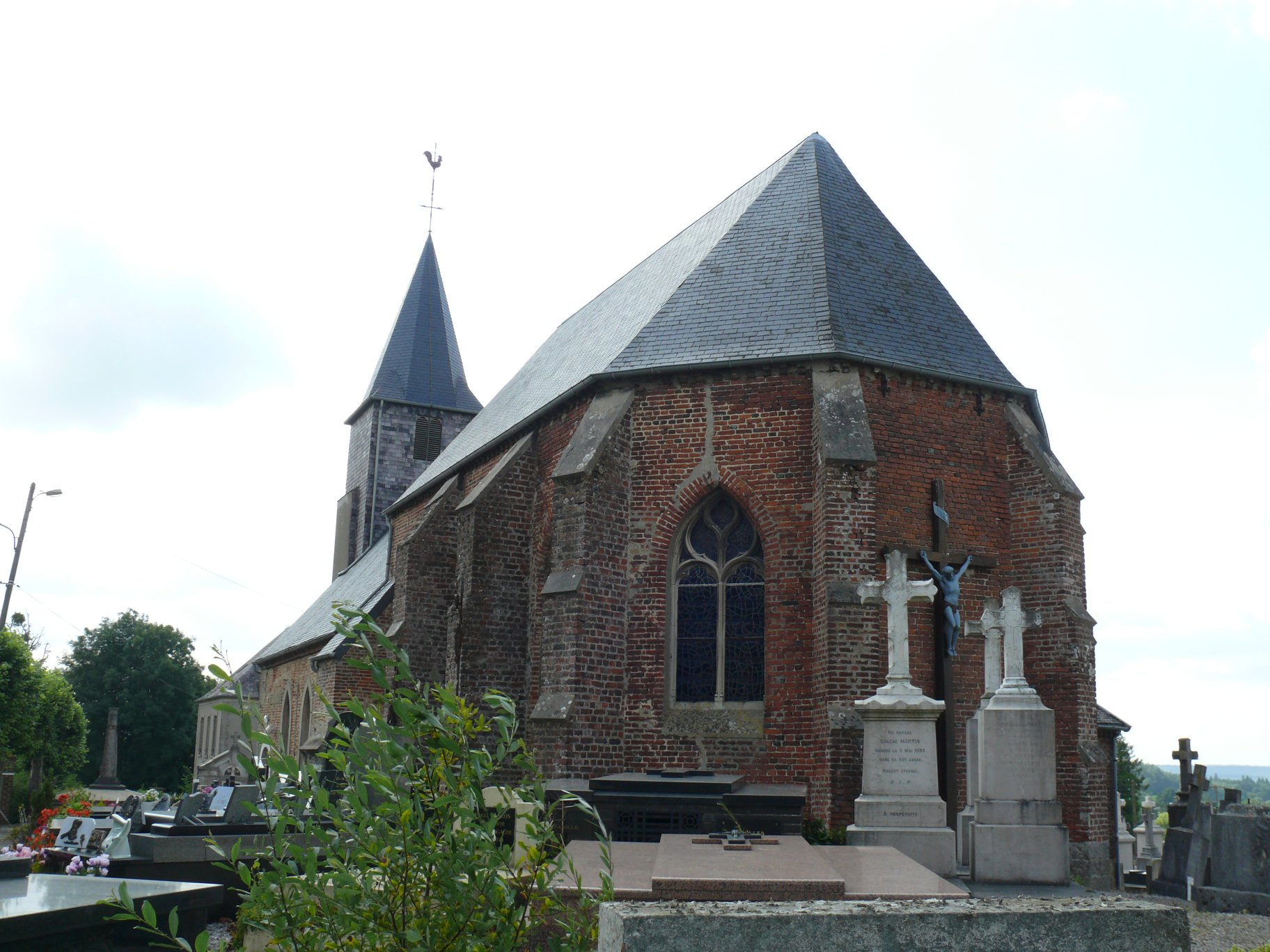
Autre vue
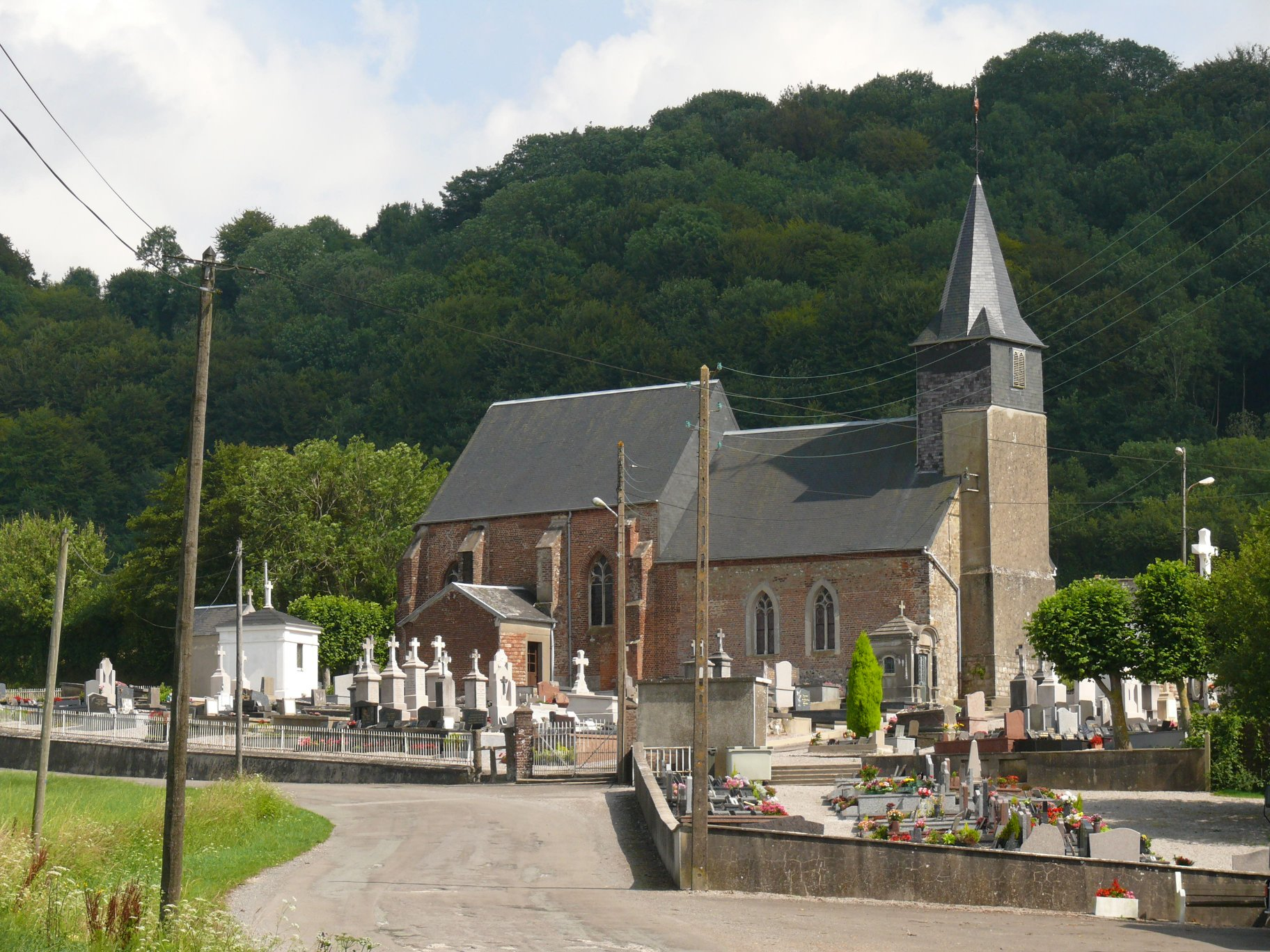
Autre vue
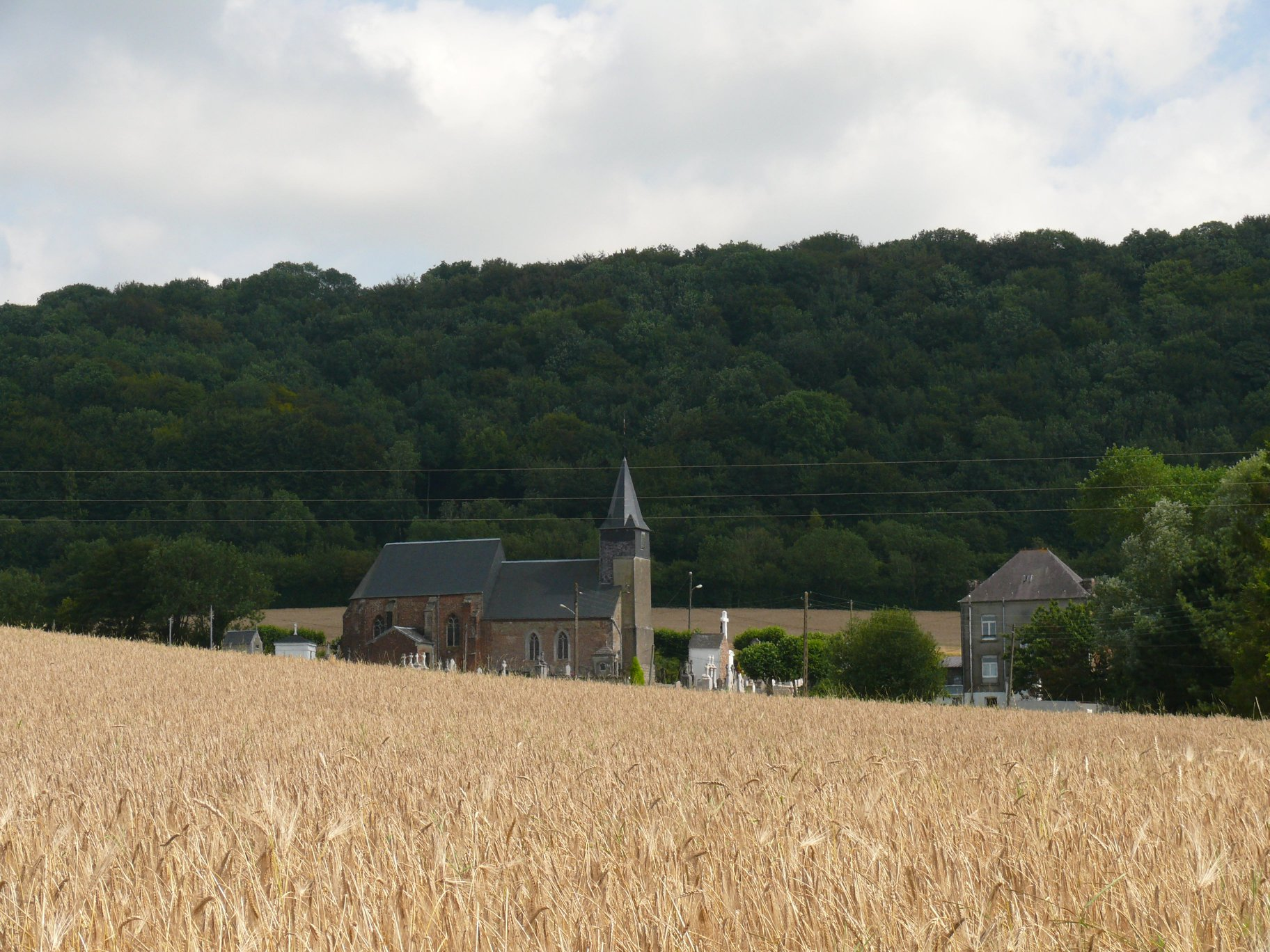
L'église au milieu des champs